# Wiesław Czwórnóg

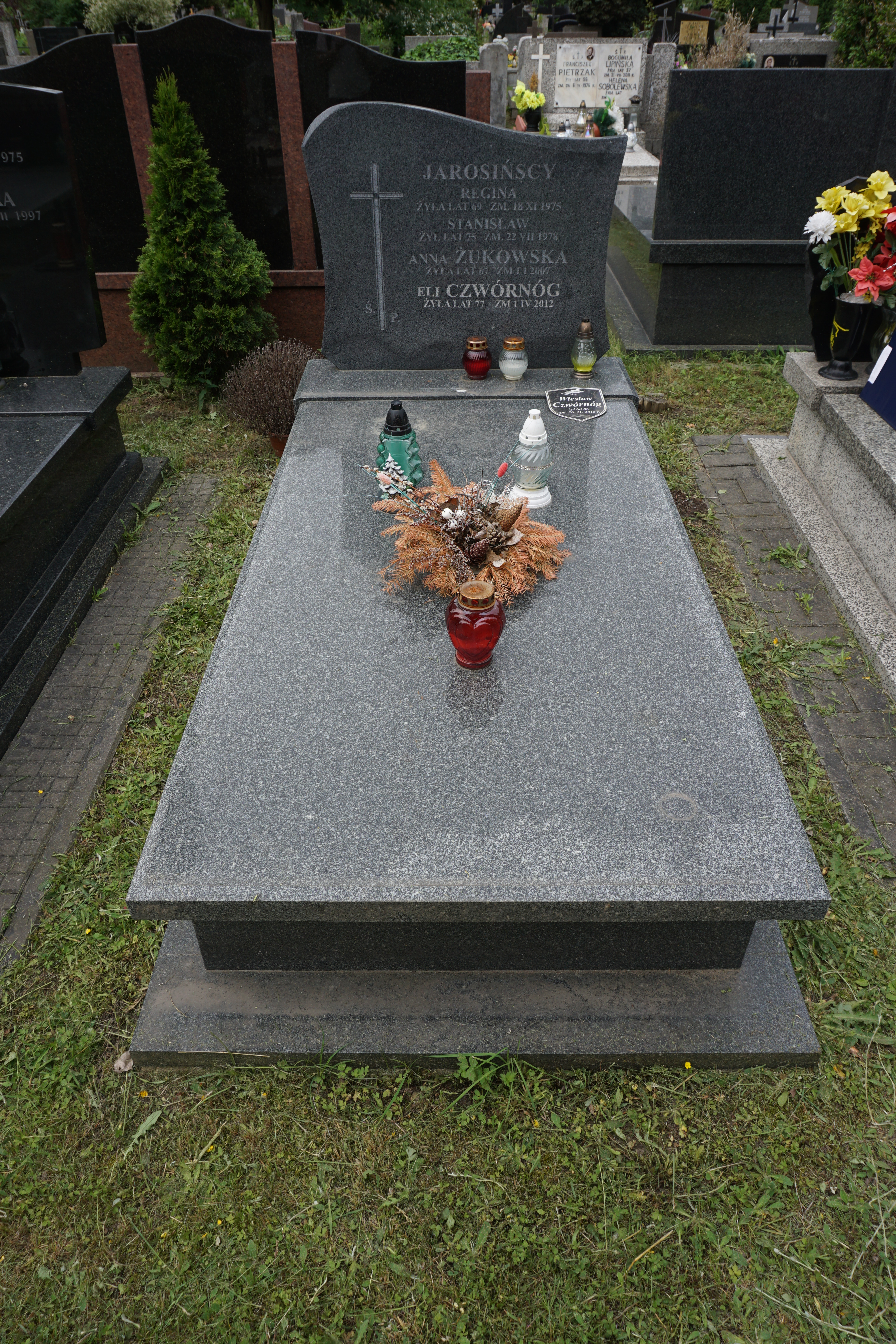
Grób Wiesława Czwórnoga na cmentarzu komunalnym Północnym

Wiesław Czworonóg (ur. 30 stycznia 1932 w Borowie, zm. 26 listopada 2018) – polski trener lekkoatletyczny, wykładowca Akademii Wychowania Fizycznego w Warszawie.

## Życiorys
Absolwent Akademii Wychowania Fizycznego w Warszawie, w młodości uprawiał bieg przez płotki na dystansie 200 i 400 m. Od 1955 roku pracownik AWF w Warszawie - początkowo jako asystent, w 1979 otrzymał stopień doktora nauk o kulturze fizycznej. W latach 1955–1997 oraz 1999-2003 był zatrudniony w Katedrze Lekkiej Atletyki, gdzie kierował Zakładem Lekkiej Atletyki (1987-1989) oraz Zakładem Biegów i Skoków Lekkoatletycznych (1991-1995).
Od 1958 roku był trenerem lekkoatletów AZS Warszawa. Pracował jako szkoleniowiec kadry PZLA, a w latach 80. XX wieku - również w Algierii. Jego najsłynniejszą wychowanką jest skoczkini Anna Włodarczyk - halowa mistrzyni z Sindelfingen (1980) oraz olimpijka z Moskwy (1980). Był Honorowym Członkiem AZS.
Został pochowany na warszawskim cmentarzu Północnym.

### Wybrane publikacje
- Lekka atletyka: technika, metodyka, ćwiczenia specjalne (1966)
- Metodyka nauczania skoków lekkoatletycznych (1976, współautor)
- Metody treningowe stosowane w lekkiej atletyce. Technika. Metodyka. Życiowe doświadczenia na stadionach świata (2014)

## Odznaczenia i nagrody
W uznaniu zasług Wiesław Czworonóg został odznaczony Krzyżem Kawalerskim Orderu Odrodzenia Polski, Złotym Krzyżem Zasługi, Medalem Komisji Edukacji Narodowej, Złotą i Srebrną Odznaką „Zasłużony Działacz Kultury Fizycznej” oraz srebrną odznaką honorową „Za Zasługi dla Warszawy”. Otrzymał również Złotą i Srebrną Odznakę AZS, Złotą i Srebrną Odznaka PZLA, Honorową Odznakę 50-lecia AZS Warszawa, Srebrną i Brązową Odznakę Honorową 50-lecia WOZLA, Honorową Odznakę SZS "Za Zasługi w Sporcie Szkolnym" oraz Honorową Odznakę SZSP.